# Heroes (Shinedown)
Heroes è un singolo del gruppo musicale statunitense Shinedown, pubblicato nel 2006 ed estratto dall'album Us and Them.

## Tracce
- Download digitale

1. Heroes – 3:24